# Acace de Béroé
Pour les articles homonymes, voir Acace.
Acace de Béroé (ou Bérée) est un ecclésiastique syrien de l'Antiquité tardive, né vers 330, mort entre 430 et 436, évêque de Béroé (c'est-à-dire Alep) consacré en 378 ou 379. Il fut un des plus grands prélats de son temps. 

## Carrière
Il appartint d'abord au monastère de Gindarus (ou Djandarous, à une quarantaine de kilomètres au nord-est d'Antioche), fondé par Astérius disciple de Julien Sabas. Après l'avènement de l'empereur arien Valens, l'édit du 5 mai 365 chassa l'évêque Mélèce de sa métropole d'Antioche ; les ariens répandirent la rumeur que le « saint vieillard » Julien Sabas soutenait leur cause ; les partisans de Mélèce (Diodore de Tarse, Flavien, l'ascète Aphraate le Perse) demandèrent à Astérius et à Acace de se rendre auprès de Julien et de le ramener à Antioche, où sa visite fit grand bruit et fut accompagnée de nombreux miracles.
En 376, Acace et un autre religieux nommé Paul, « prêtres et archimandrites », écrivirent à Épiphane de Salamine pour l'inciter à publier dans un ouvrage son enseignement jusqu'alors confidentiel sur les hérésies (ce qui devint le Panarion). En 377, Acace fut envoyé à Rome, auprès du pape Damase, par la faction de Mélèce, pour dénoncer l'hérésie d'Apollinaire de Laodicée (qui venait d'investir un autre évêque d'Antioche, Vital) ; il assista alors au concile qui se tint autour du pape sur l'apollinarisme, et souscrivit à ses décrets.
Après la mort de Valens (9 août 378), l'arianisme fut balayé en Orient. L'un des grands défenseurs du concile de Nicée en Syrie, Eusèbe de Samosate, exilé en Thrace sous Valens, fit un retour triomphal et consacra plusieurs évêques orthodoxes, dont Acace à Béroé/Alep. En 381, celui-ci prit part au concile de Constantinople, présidé par Mélèce d'Antioche. Ce dernier mourut pendant la tenue du concile ; il semble qu'il y ait eu une sorte d'accord pour que ses partisans reconnaissent comme successeur son rival l'« eustathien » Paulin, qui avait la sympathie de Rome et d'Alexandrie ; au lieu de quoi Diodore de Tarse et Acace lui-même consacrèrent comme évêque d'Antioche le vieux pilier de la faction Flavien, perpétuant le schisme avec les eustathiens. Diodore, Acace et Flavien furent alors excommuniés par le pape Damase, mais Flavien fut reconnu par la grande majorité de l'épiscopat oriental. En 398, Acace fut chargé d'une nouvelle ambassade à Rome, auprès du pape Sirice, pour aplanir ce schisme.
Fin 397, Jean Chrysostome fut nommé archevêque de Constantinople. Acace lui fit une visite qui apparemment se passa mal. La suite de la carrière d'Acace fut marquée par la détestation qu'il professa pour la personne de Chrysostome. Il participa, avec notamment Théophile d'Alexandrie et Sévérien de Gabala, à toutes les manœuvres qui aboutirent à la déposition et au bannissement de Chrysostome en 404 (particulièrement au « synode du Chêne » en 403). « Je lui assaisonne la marmite » (« Ἐγὼ αὐτῷ ἀρτύω τὴν χύτραν »), lui fait dire avec fort peu d'onction cléricale Palladios. Chrysostome le cite parmi ses quatre ennemis les plus implacables, de qui il n'a rien à espérer. À Antioche, Flavien étant mort en l'année 404, il fut l'un des maîtres d'œuvre, avec d'autres ennemis de Chrysostome, de l'élection expéditive de Porphyre, qui eut lieu paraît-il pendant le déroulement des jeux isolympiques de la ville et suscita ensuite des protestations et des troubles. Toutefois, après la mort de Jean Chrysostome en 407, il se réconciliera avec le pape Innocent Ier et se repentira de son emportement grâce aux bonnes œuvres d'Alexandre d'Antioche vers 408. En 421 encore, quatorze ans après la mort de l'archevêque déchu de Constantinople, il écrivit à son successeur Attique pour lui dire combien il s'était opposé à Théodote d'Antioche, qui avait rétabli le nom de Jean Chrysostome sur les diptyques de la métropole syrienne.
À la fin de sa vie, Il écrira à l'empereur Théodose le Jeune, une missive en faveur de l'hérésiarque Nestorius, aux côtés de Jean d'Antioche, contre Cyrille d'Alexandrie. Au concile d'Éphèse (431), où il se fait représenter par Paul, évêque d'Emese à cause de son grand âge, il accusa ce dernier d'apollinarisme. En 432, il fut chargé d'organiser un concile à Béroé pour régler le conflit. Selon Théodoret de Cyr, qui fut très proche de lui dans ses dernières années, et dont il fut une des sources pour son Histoire philothée, il occupa le siège épiscopal de Béroé/Alep pendant cinquante-huit ans, ayant dépassé les cent ans.
On conserve au moins cinq de ses lettres. En syriaque, cinq sermons de Balaï de Qinnasrîn lui sont consacrés, dont un sur sa mort.